# Versailles (Kentucky)
Versailles (/vərˈseɪlz/) è un comune (city) degli Stati Uniti d'America e capoluogo della contea di Woodford nello Stato del Kentucky. Fa parte dell'area metropolitana di Lexington-Fayette. La popolazione era di 8 568 persone al censimento del 2010.

## Geografia fisica
Secondo lo United States Census Bureau, ha un'area totale di 2,8 miglia quadrate (7,3 km²).

## Storia
Versailles è stata fondata il 23 giugno 1792, su 80 acri (320 000 m²) di terra di proprietà di Hezekiah Briscoe, all'epoca solo una bambina. Il suo tutore, il maggiore Marquis Calmes, decise di chiamare così la città dall'omonima città in Francia, in onore del Marchese de La Fayette, un amico di famiglia. Nella Regione Bluegrass del Kentucky, che divenne nota per i suoi cavalli di razza e altro bestiame, la città è stata ufficialmente incorporata il 13 febbraio 1837. Durante la guerra civile americana, la città fu occupata dalle truppe dei confederati e degli unionisti.

## Società

### Evoluzione demografica
Secondo il censimento del 2010, c'erano 8 568 persone.

### Etnie e minoranze straniere
Secondo il censimento del 2010, la composizione etnica della città era formata dall'83,52% di bianchi, l'8,02% di afroamericani, lo 0,27% di nativi americani, lo 0,48% di asiatici, lo 0,02% di oceanici, il 5,28% di altre razze, e il 2,42% di due o più etnie. Ispanici o latinos di qualunque razza erano l'11,88% della popolazione.